# 澳門凱旋門

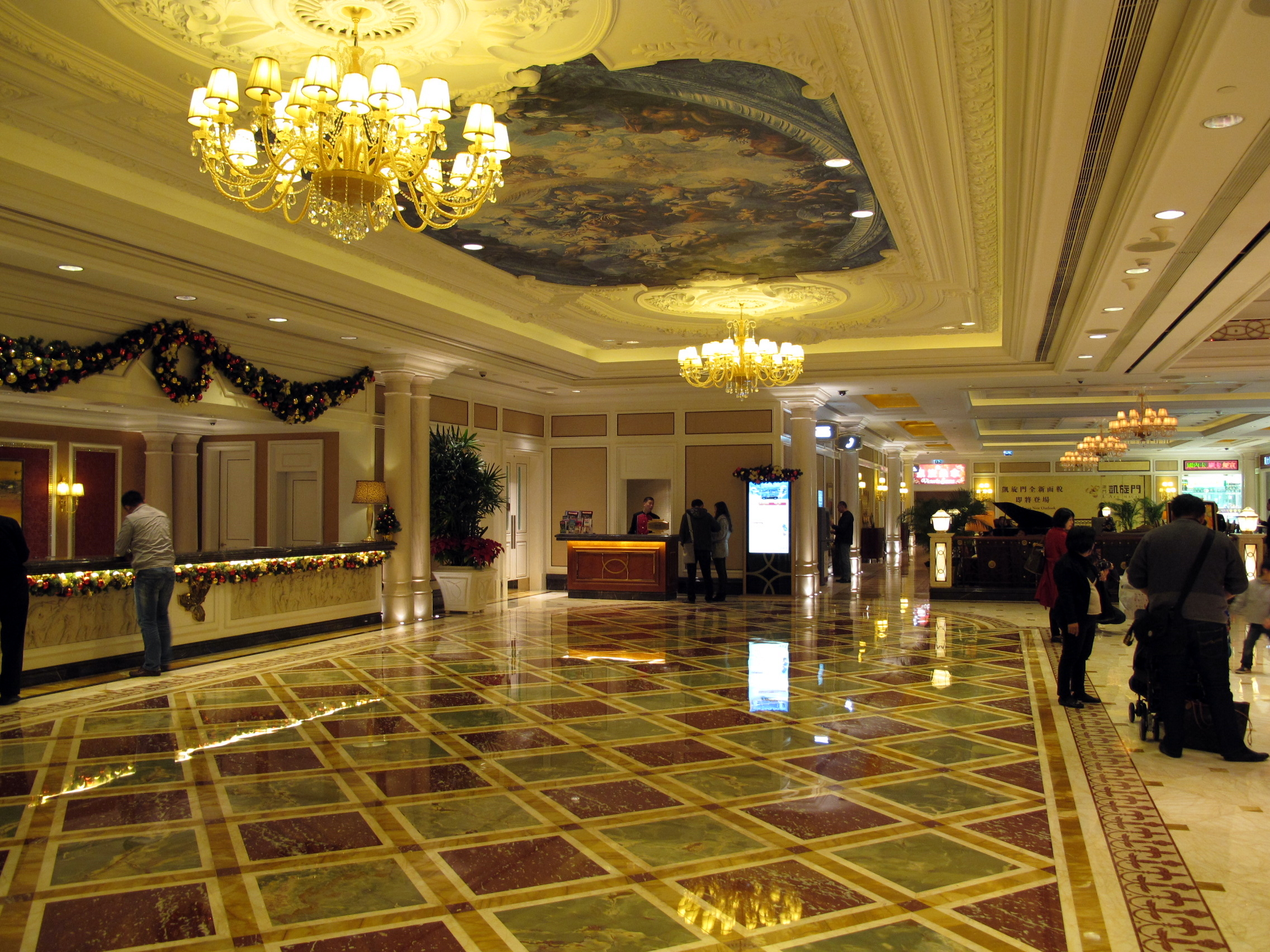
酒店大堂

澳門凱旋門位於澳門新口岸新填海區城市日大馬路（即新口岸新填海區A2/J地段），是澳門一間匯集豪華住宅、酒店、商場以及娛樂場於一身的物業發展計劃，第一階段於2009年9月21日正式開幕。

## 歷史
澳門凱旋門的發展商為「凱旋門發展有限公司」（在2004年易名前稱「東楊發展公司」），股東為涉及「益隆炮竹廠地權案」的地產商人鄺達財及身兼中華人民共和國全国政协委员的地產商人蕭德雄。2002年，澳門政府與東楊發展公司成換地協議，將數間舊屋置換氹仔舊城區一幅3,633平方公尺的土地，而兩塊土地面積相約。當時有消息傳出，當局批准發展商在換地後的地段興建超過130米且建成後會破壞氹仔舊城區風貌的住宅，引起民間不滿，後來政府暫停項目。2003年，政府與東楊公司再次換地，東楊公司結果得到澳門半島新口岸填海區一幅7,128平方公尺的土地，即澳門凱旋門現址，發展商除了換得比原先地段面績大一倍的土地，還可多建1幢5星級酒店，且毋須再補地價。
2004年，東楊發展公司易名為「凱旋門發展有限公司」，香港新世界發展集團、澳門博彩控股執行董事梁安琪等人入股成為新股東。經過多次申請放寬建築高度限制後，澳門凱旋門最終在2009年獲批建62層，從原來的27層加至62層，總建築面積達到14.6萬平方公尺，比鄰近的娛樂場和酒店星際酒店、永利澳門和澳門美高梅高。另外，根據批地合同，地段的利用期到2009年8月已屆滿，當局判定延遲發展的責任在發展商，然而發展商只需支付36萬元的罰款。
2016年，凯旋门娱乐场有笔巨款被弄走了，嫌疑人是个已经失踪的公司高管；这可能是不良集资惹的祸。

## 概況
澳門凱旋門位處澳門新口岸皇朝區，北靠星際酒店、西靠永利澳門渡假村、西南面向澳門美高梅金殿，整個項目由兩座相連建築物組成，樓高56層，主要分為酒店及住宅兩部分，住宅部份位於物業的23至56樓，提供309個單位；其餘則為酒店、商場以及娛樂場部份。
總數據：
- 住宅建築面積 68,317平方米
- 商業建築面積 340平方米
- 酒店建築面積 74,632平方米
- 住宅停車場建築面積 6,196平方米
- 酒店停車場建築面積 12,304平方米
- 住宅室外範圍 350平方米
- 酒店室外範圍 1,870平方米

## 設施

### 住宅
澳門凱旋門的住宅部分興建於建築物23樓之上至56樓，提供309個住宅單位，成為澳門最高的綜合式摩天大樓及住宅大廈之一。澳門凱旋門的住宅部分外牆和相連的酒店部分一樣，以古羅馬及維多利亞式作為建築風格。澳門凱旋門的發展商是凱旋門發展有限公司（英語：L'Arc Developmet Limitied）。

### 澳門凱旋門酒店
澳門凱旋門的酒店部分名為澳門凱旋門酒店（L'Arc Hotel Macau），並由香港新世界發展管理。酒店部分設於娛樂場之上及住宅部分之下，即酒店「最高層數」是為21樓，以古羅馬人為慶祝戰爭勝利而建造出來的紀念性建築物凱旋門、巴黎凱旋門及維多利亞式建築作為建築主題。
此外，澳門凱旋門酒店會設有餐廳及酒吧；酒店大堂設有咖啡室、酒吧、中式菜餐廳，在國際餐廳內設有各式環球地方美食；此外，酒店也設有宴會廳、會議室和多用途會議室、卡拉OK室、夜總會。

### 凱旋門娛樂場
澳門凱旋門的娛樂場部分名為凱旋門娛樂場（葡萄牙語：Casino L'Arc），是繼置地廣場後，另一集住宅、酒店、商場內的一間娛樂場，由澳門博彩持牌的“衛星賭場”；娛樂場已於2009年9月21日開業；娛樂場位於該大樓的首三層，預計將會開設183張賭桌（其中30張為貴賓廳賭桌，153張為中場賭枱）以及420台角子機。
2023年1月1日，新輪十年期賭牌合同正式實施，該娛樂場在合同實施後正式結束營運。

### 商場
商場部分設於建築物地面（即澳門凱旋門新世界酒店酒店大堂），租戶包括周大福及金行一間。

## 交通

### 免費穿梭巴士
- 關閘 ⇔ 澳門凱旋門  ⇔ 澳門葡京人[7]

### 公共交通
M260 城市日大馬路／永利（Av. 24 de Junho / Wynn）
路線：65
M262 城市日大馬路／波爾圖街（Av. 24 de Junho / R. do Porto）
路線：3A、8、12、23、39、60、65、MT5
M268 城市日前地（Praceta 24 de Junho）
路線：7、29、50、50B、60、MT1、MT2、N1A、N2